# 27988 Menabrea
27988 Menabrea (1997 VA4) là một tiểu hành tinh vành đai chính được phát hiện ngày 7 tháng 11 năm 1997 bởi P. G. Comba ở Prescott. His name is in honor thuộc Luigi Federico Menabrea (1809–1896), piedmontese nhà toán học và statesman.